# NGC 741
NGC 741 è una vasta galassia ellittica situata nella costellazione dei Pesci, a una distanza di circa 250 milioni di anni luce dalla nostra Via Lattea.

## Scoperta
La galassia è stata scoperta il 13 dicembre 1784 dall'astronomo britannico di origine tedesca William Herschel. 
Il 26 novembre 1897 è stata nuovamente osservata dallo statunitense Lewis Swift e successivamente inserita nell'Index Catalogue con la designazione IC 1751.

## Descrizione
Secondo il database SIMBAD, NGC 741 è una radiogalassia, probabilmente non più attiva.
NGC 741 sembra formare un raggruppamento di galassie con NGC 742 e PGC 7250. NGC 741 e NGC 742 sembrano essere entrate recentemente in collisione, anche se con conseguenze limitate. Sono stati rilevati filamenti radio che collegano NGC 741 a NGC 742, e data la struttura ripiegata di questi filamenti, si ritiene che NGC 741 si stia muovendo alla velocità di 1400 km/s rispetto al suo gruppo locale, come effetto della precedente interazione.

## Buco nero supermassiccio
Si ritiene che al centro di NGC 741 sia presente un buco nero supermassiccio. La massa di questo buco nero è stata stimata da uno studio del 2002 in 5,25 x 10^8 {\displaystyle M_{\odot }} (10^8,72 {\displaystyle M_{\odot }}).
Uno studio del 2009, basato sulla velocità interna della galassia misurata dal telescopio spaziale Hubble, stima per il buco nero una massa compresa tra 210 milioni e 1,2 miliardi di {\displaystyle M_{\odot }}.

## Gruppo di NGC 741
NGC 741 è la galassia più estesa e più brillante del Gruppo di NGC 741. Questo piccolo gruppo di galassie comprende almeno tre galassie: NGC 706, NGC 741 e UGC 1395, indicata anche come 0152+0621 (CGCG 0152.7+0621) nell'articolo di Abraham Mahtessian.